# Spitzenlastkraftwerk
Spitzenlastkraftwerke sind Kraftwerke, die für das Abfahren der Leistungsspitzen benötigt werden.

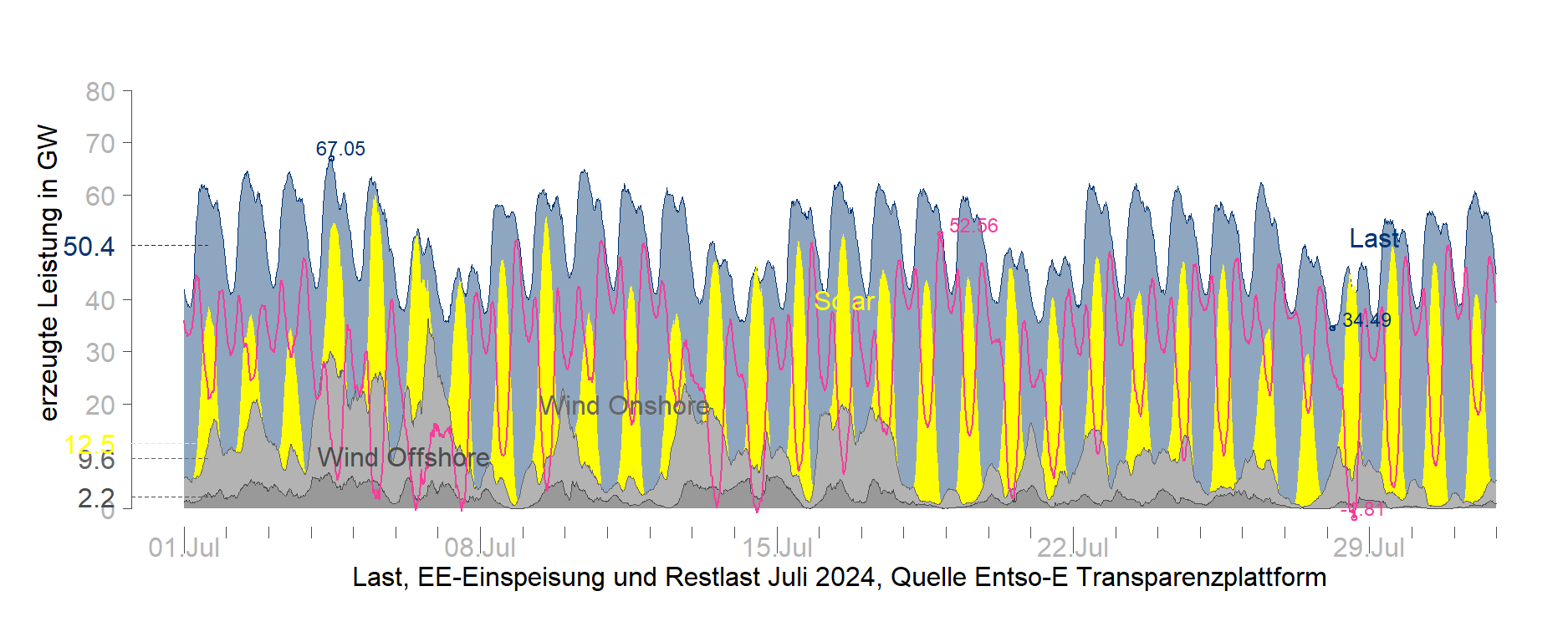
Wind-, Solareinspeisung und Residuallast im Juli 2024, Daten Entso-E Transparenzplattform

Wesentliches Merkmal eines Spitzenlastkraftwerks ist, dass es schnelle Lastwechsel ermöglicht. Die Kapitalkosten pro installierte Leistung sollten idealerweise niedriger als bei einem Grundlastkraftwerk sein. Kraftwerke, die mit Kernenergie, Müll, Kohle und Biomasse betrieben werden, würden durch den schwankenden Betrieb als Spitzenlastkraftwerk zu sehr belastet werden. Prozesse wie die Abgasreinigung wären zudem schwierig anzupassen.
Diese Kraftwerke erzeugen den Strom zu höheren Preisen als Grundlastkraftwerke oder Mittellastkraftwerke. Wenn Spitzenlastkraftwerke am Netz sind, bestimmen diese aufgrund des Merit-Order-Prinzips den Strompreis an der Strombörse.
Vor dem Zubau der erneuerbaren Energien waren die Kraftwerke in Deutschland nur für die Erzeugung der Morgen-, Mittags- und Abendspitze notwendig. In anderen Ländern ist die Lastspitze am späten Nachmittag, wenn in den Wohnungen Klimaanlagen eingeschaltet werden.

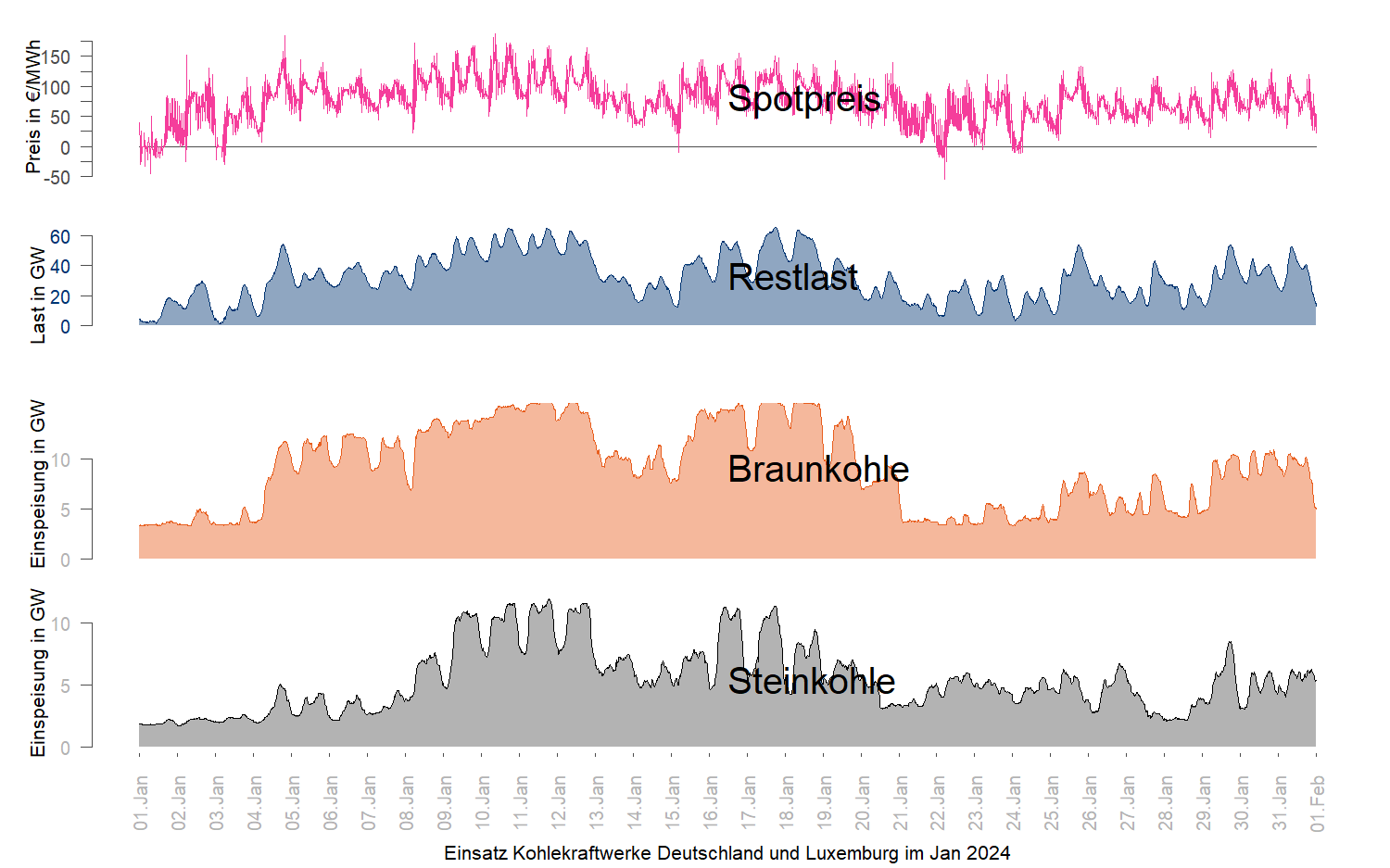
Einsatz von Kohlekraftwerken im Januar 2024 (DE-LU), Daten Entso-E Transparenzplattform

Mittlerweile erfordert die Deckung der Residuallast grundsätzlich hohe Flexibilität im verbleibenden konventionellen Kraftwerkspark, da durch die hohe Wind- und Solareinspeisung keine Grundlast mehr verbleibt. Zunehmend ist nicht mehr entscheidend, wie groß der Stromverbrauch insgesamt ist (Last), sondern wie groß die Residuallast ist, da nur diese durch Speicherkraftwerke und kalorischen Kraftwerke gedeckt werden muss. Auch klassische Grundlast-Kraftwerke wie Braunkohlekraftwerke werden mittlerweile als Mittellast-Kraftwerke gefahren.

## Kraftwerkstypen
Für die Spitzenlast werden verschiedene Kraftwerke verwendet. Jeder Typ für sich hat bestimmte Vor- und Nachteile.

### Speicherkraftwerke
Speicherkraftwerke wie das Walchenseekraftwerk nutzen Speicherseen, die über Kanäle und Flüsse mit Wasser versorgt werden. Meist sind die Kraftwerke schwarzstartfähig. Vorteil sind die niedrigen Erzeugerkosten, die kurze Vorlaufzeit und CO2-Freiheit. Nachteile sind die begrenzte Speicherkapazität, die notwendigen natürlichen Gegebenheiten und die Eingriffe in die Wasserwirtschaft.

### Pumpspeicherkraftwerke
Pumpspeicherkraftwerke wie das Pumpspeicherkraftwerk Waldeck pumpen mit möglichst kostengünstigem Strom Wasser in ein Oberbecken und wandeln es bei Bedarf sowie höherem Strompreis wieder um. Vorteil sind die Zurverfügungstellung von negativer Regelleistung, die kurze Vorlaufzeit und CO2-Freiheit. Nachteil sind die begrenzte Speicherkapazität, die natürlichen Gegebenheiten müssen gegeben sein, die nochmaligen Wirkungsgradverluste und die Eingriffe in die Wasserwirtschaft.

### Gasturbinenkraftwerke
Gasturbinenkraftwerke zeichnen sich im Gegensatz zu anderen Wärmekraftwerken durch einen schnellen Start aus. Für die besonderen netztechnischen Betriebsmittel wird erwartet, dass sie innerhalb von 30 Minuten auf Volllast sind. Durch eine Auslegung als GUD-Kraftwerk kann der Wirkungsgrad deutlich gesteigert werden. Vorteil ist die Unabhängigkeit von geographischen Gegebenheiten. Nachteil ist, dass ein fossiler Brennstoff zum Betrieb notwendig ist, wenn kein grüner Wasserstoff verfügbar ist.

### Druckluftspeicherkraftwerke
Druckluftspeicherkraftwerke, wie das Kraftwerk Huntorf, sind von ihren Eigenschaften eine Kombination aus Pumpspeicherkraftwerk und Gasturbine. Mit überschüssigem Strom aus dem Netz wird Druckluft in Kavernen gespeichert. Die Gasturbine hat keinen Verdichter. Dadurch wird weniger Erdgas notwendig, da ja keine Energie für den Verdichter während des Betriebes notwendig ist. Vorteil ist, dass auch negative Regelleistung zur Verfügung gestellt werden kann und das die Kraftwerke in der Regel schwarzstartfähig ist. Die Notwendigkeit fossiler Energien, der schlechte Wirkungsgrad und die aufwendige Technik sind die Nachteile.

### Gaskraftwerke
Gaskraftwerke, wie Franken, sind aufgrund ihrer langen Vorheizzeit keine Spitzenlastkraftwerke für tägliche Spitzenlasten, sondern für die jährlichen Spitzenverbrauchstage. In Mitteleuropa sind dies kalte Wintertage mit Dunkelflauten. Außerdem werden sie aufgrund von Redispatchmaßnahmen und wenn andere Kraftwerke, beispielsweise wegen Kühlwassermangel abgeschaltet werden müssen, betrieben. An diesen Tagen ist auch mit den höchsten Strompreisen zu rechnen. Als Neubau werden mittlerweile GuD-Kraftwerke wegen des höheren Wirkungsgrades und der kurzen Startzeit bevorzugt. Die meisten Gaskraftwerke können auch Heizöl verfeuern, aber aufgrund der notwendigen Staub/Rußzahlmessung und der höheren Brennstoffkosten wird im Verbundnetz auf diesen Brennstoff meist verzichtet. Vorteil ist, dass sie nicht mehr gebaut werden müssen und im Gegensatz zu Kohlekraftwerken weniger Personal und Abgasreinigung benötigen. Sie stellen eine große Leistung mit wenig Personal zur Verfügung. Aufgrund des teuren Brennstoffs sind diese Kraftwerke aktuell gegenüber Kohlekraftwerken als Grundlastkraftwerke nicht konkurrenzfähig.

### Batteriespeicher
Bisher sind Batteriespeicher nicht sehr verbreitet. Im Kraftwerk Staudinger wurde aber ein Prototyp aufgebaut. Aber auch sie können wie Pumpspeicherkraftwerke negative Regelleistung zur Verfügung stellen und innerhalb kurzer Zeit Strom abgeben.

### Biogas
Biogaskraftwerke werden aufgrund der bisherigen EEG-Förderrichtlinien wie Grundlastkraftwerke betrieben. Prinzipiell könnten sie aber auch als Spitzenlastkraftwerk betrieben werden. Ein Vorteil ist, dass die Infrastruktur meist vorhanden ist. In den Gärbehältern kann Biogas bevorratet werden. Nachteilig ist, dass zusätzliche Motorleistungen installiert werden müssen.